# Udea micacea
Udea micacea là một loài bướm đêm thuộc họ Crambidae. Nó là loài đặc hữu của Kauai, Oahu, Molokai và Maui.
Ấu trùng ăn các loài Cyrtandra, bao gồm Cyrtandra cordifolia.